# Orobanche chilensis
Orobanche chilensis là loài thực vật có hoa thuộc họ Cỏ chổi. Loài này được (Phil.) Beck mô tả khoa học đầu tiên năm 1890.